# Heinrich Karl (Forstmann)
Heinrich Karl (* 1. September 1796 in Sigmaringen; † 27. März 1885 ebenda) war ein deutscher Oberforstmeister und Politiker.

## Leben
Heinrich Karl war der Sohn des Revierjägers in Josefslust Karl Karl. Er besuchte die Dorfschule und machte eine forstliche Lehre bei seinem Stiefvater. Danach leistete er Forstdienst in hohenzollernschen und badischen Diensten. Ab September 1815 begab er sich auf die Wanderschaft und arbeitete zunächst als Forstgehilfe bei dem k. k. Kreisforstcommissär Persinna (im Kreise Adelsberg) und dann bei Graf Coronini, dem Besitzers der Herrschaft Luegg. Von 1821 bis 1823 besuchte er die Forstakademie Mariabrunn und legte 1823 die Forstprüfung ab.
Aufgrund seiner hervorragenden Prüfungsergebnisse wurde er in den Forstdienst übernommen, obwohl keine Planstelle frei war. Er wurde als Forstgeometer eingestellt und wirkte zunächst bei der Landesvermessung in Württemberg mit. Am 22. Oktober 1830 wurde er Forstamtsverweser in Sigmaringen und am 7. Mai 1831 wurde er dort definitiv Forstmeister. Im Jahr 1841 wurde er zum Oberforstmeister befördert. Nach dem Übergang der Hohenzollernschen Lande an Preußen im Jahr 1850 wurde er nicht preußischer Beamter, sondern verblieb im fürstlich hohenzollernschen Privatdienst als Hofkammer- und Forstrat. 1865 trat er in den Ruhestand.
Er war Autor zahlreicher forstwissenschaftliche Veröffentlichungen und Mitbegründer des Vereins süddeutscher Forstwirte.
Er war katholischer Konfession und ab 1842 Abgeordneter der Landstände des Fürstentums Hohenzollern-Sigmaringen. Von 1852 bis 1861 vertrat er den Wahlkreis Hohenzollern im Preußischen Abgeordnetenhaus. Er schloss sich zunächst der katholischen Fraktion und später dem Zentrum an. Er nahm an der Session der vereinigten beiden Häuser teil.